# Abinergao III
Abinergao III foi um príncipe arsácida que tornar-se-ia xá (rei) de Caracena, um reino localizado na cabeceira do golfo Pérsico. Estima-se que reinou de 210 a 222. É conhecido apenas em fontes árabes, que registram seu nome como Beuda, Bindoes e Binega. Segundo elas, em 222, foi derrotado e morto por Artaxer I, o xá de Pérsis, que se aproveitou da guerra civil em curso no Império Arsácida entre os irmãos Vologases VI (r. 208–228) e Artabano IV (r. 213–224) para expandir seus domínios.